# Дибатаг
Дибатаг (Ammodorcas clarkei, нарича се още Газела на Кларк) е африканска антилопа, единствен представител на род Ammodorcas. Името на вида вероятно произлиза от словосъчетанието на сомалийските думи dabu (опашка) и tag (изправен).

## Разпространение
Ареалът на газелите дибатаг е ограничен в района на Африканския рог в провинция Огаден на Етиопия и централни части на Сомалия.

## Описание
Височината при холката е около 85 cm, а теглото варира от 22 до 31 kg. Дължината на тялото е от 152 до 168 cm. Горната част на тялото е сиво-бежева, а надолу преминава в бяла. Краката са с цвят охра, а челото е червено-кафяво. При мъжките е характерно наличието на къси рога с дължина около 20 cm. Женските нямат рога.

## Начин на живот
Образуват стада от около 5 индивида съставени от самки с приплоди и един мъжки. Мъжките ежедневно маркират територията, която обитават. Хранят се с листа от дървета и храсти и често за да бъдат достигнати се изправят на задните си крака.

## Размножаване
Няма сигурни сведения за размножителното поведение на вида. Женските раждат по едно малко на година в периода октомври – ноември. Продължителността на бременността е 204 дни. Полова зрялост настъпва на година – година и половина, а продължителността на живота е 10 – 12 години.

## Природозащитен статус
Сведенията за дибатаг са много ограничени поради специфичността на района, който обитава. Същински сведения има от 1959 г., когато е изчислено, че популацията наброява около 12 хил. индивида. Гражданската война в района на Сомалия и продължителната суша вероятно са оказали силно неблагоприятно въздействие върху числеността на вида. В Огаден е притисната от север, където човешките селища са с голяма гъстота, но за сметка на това в южните части на провинцията популацията остава непроменена.